# The Ups and Downs
The Ups and Downs è un cortometraggio muto del 1914. Il nome del regista non viene riportato.

## Produzione
Il film fu prodotto dalla Essanay Film Manufacturing Company.

## Distribuzione
Distribuito dalla General Film Company, il film uscì nelle sale cinematografiche USA nel 1914.